# 何文瀾
何文瀾（？—？），广东省高州府信宜縣人，清朝政治人物、進士出身。因参加科举考试中举，受到当地何氏族人的赞许和尊崇，所以当地何氏家族在其逝世后所安葬的山称之为“举人山”（现位于广东省信宜市洪冠镇洪冠二中校园后方的山上）。
光緒十五年（1889年），参加光緒己丑科殿試，登進士二甲106名。同年五月，著主事，分部学习。